# Sokka irti (singolo)
Sokka irti è il secondo singolo del rapper finlandese Cheek, pubblicato dalla Liiga Music Oy, nonché title track tratta dal suo settimo album di studio. Il brano è stato pubblicato per la prima volta da YleX in radio il 21 marzo 2012 e poi in formato digitale il 2 aprile 2012. Dalla canzone è stato tratto un video musicale.
Sokka irti è entrata nelle classifiche nazionali finlandesi nella 15ª settimana e raggiunse la terza posizione, stando nella classifica per 15 settimane.

## Tracce
1. Sokka irti – 3:27

## Classifiche
| Classifica           | Massima posizione |
| -------------------- | ----------------- |
| Finlandia            | 3                 |
| Finlandia (digitale) | 2                 |